# Ás (beisebol)
No beisebol, um ás (ace) é o melhor arremessador titular de um time e quase sempre o primeiro arremessador na rotação titular. Normalmente, é o arremessador que inicia no Dia de Abertura. Além disso, os ases são geralmente preferidos para começar jogos cruciais de playoffs, às vezes descansando três dias.